# Сент-Омер (округ)
Округ Сент-Омер (фр. Arrondissement de Saint-Omer) — округ у Франції, в департаменті Па-де-Кале. 2023 року округ об'єднував 89 муніципалітетів, населення становило 129 300 осіб. Адміністративний центр (супрефектура) — Сент-Омер.

## Муніципалітети
Список муніципалітетів округу та їхні коди INSEE:
1. Авру (62067)
2. Акен-Вестбекур (62008)
3. Аллін (62403)
4. Алькін (62024)
5. Арк (62040)
6. Аффренг (62010)
7. Баєнгем-ле-Сененгем (62088)
8. Баєнгем-лез-Еперлек (62087)
9. Белленгем (62471)
10. Бландек (62139)
11. Блекен (62140)
12. Бомец-лез-Ер (62095)
13. Бомі (62153)
14. Бонненг-лез-Ардр (62155)
15. Буаденгем (62149)
16. Бувеленгем (62169)
17. Вавран-сюр-л'Аа (62882)
18. Вардрек (62875)
19. Візерн (62902)
20. Вім (62897)
21. Віск (62898)
22. Вітт (62901)
23. Водренгем (62837)
24. Делетт (62265)
25. Деннебрек (62267)
26. Доем (62271)
27. Ек (62288)
28. Ельн (62292)
29. Ельфо (62423)
30. Енкен-ле-Гінегатт (62295)
31. Еперлек (62297)
32. Ер-сюр-ла-Ліс (62014)
33. Еренгем (62452)
34. Ерні-Сен-Жульєн (62304)
35. Ескей (62308)
36. Ескерд (62309)
37. Журні (62478)
38. Зуафк (62904)
39. Зюдоск (62905)
40. Кампань-ле-Вардрек (62205)
41. Кельм (62674)
42. Керкам (62675)
43. К'єстед (62681)
44. Клерк (62228)
45. Клермаре (62225)
46. Клеті (62229)
47. Куаєк (62254)
48. Куломбі (62245)
49. Леденгем (62495)
50. Леленгем (62504)
51. Лембр (62534)
52. Лер (62485)
53. Лонгнесс (62525)
54. Маме (62543)
55. Мантк-Норбекур (62567)
56. Мерк-Сен-Льєвен (62569)
57. Моренгем (62592)
58. Муль (62595)
59. Нор-Леленгем (62622)
60. Нордоск (62618)
61. Ньєль-ле-Блекен (62613)
62. О-Локен (62419)
63. Оденктен (62053)
64. Одреем (62055)
65. Піем (62656)
66. Ракенгем (62684)
67. Ранті (62704)
68. Реберг (62692)
69. Рекленгем (62696)
70. Ремії-Віркен (62702)
71. Роктуар (62721)
72. Сальпервік (62772)
73. Сен-Мартен-д'Арденгем (62760)
74. Сен-Мартен-ле-Татенгем (62757)
75. Сененгем (62788)
76. Сент-Огюстен (62691)
77. Сент-Омер (62765)
78. Серк (62792)
79. Сетк (62794)
80. Сюрк (62803)
81. Теруанн (62811)
82. Тільк (62819)
83. Турнеем-сюр-ла-Ам (62827)
84. Тьямбронн (62812)
85. Ув-Віркен (62644)
86. Уль (62458)
87. Февен-Пальфар (62327)
88. Флешен (62336)
89. Фокамберг (62325)